# Circonscription de Lesbos
La circonscription de Lesbos (en grec Εκλογική περιφέρεια Λέσβου) est une circonscription législative de la Grèce. Elle correspond au territoire du nome de Lesbos. Elle compte 132 951 électeurs inscrits en janvier 2015.

Situation de la circonscription de Lesbos

## Élections législatives de mai 2012

### Résultats
La circonscription de Lesbos élit trois députés en mai 2012. Les élections ont lieu au scrutin proportionnel plurinominal avec prime majoritaire et un seuil de représentation de 3 % des suffrages exprimés au niveau national.
64 162 électeurs se sont exprimés sur 138 658 inscrits, soit un taux de participation de 46,27 %. Parmi les vingt-deux listes candidates, trois listes obtiennent chacune un siège dans la circonscription.
| Rang | Liste                              | Nombre de voix | Pourcentage des voix | Nombre de sièges |
| ---- | ---------------------------------- | -------------- | -------------------- | ---------------- |
| 1    | Nouvelle Démocratie                | +11 565,       | 18,63 %              | 1                |
| 2    | Parti communiste de Grèce          | +10 421,       | 16,79 %              | 1                |
| 3    | SYRIZA                             | +09 116,       | 14,69 %              | 1                |
| 4    | Mouvement socialiste panhellénique | +08 400,       | 13,53 %              | 0                |
| 5    | Grecs indépendants                 | +07 357,       | 11,85 %              | 0                |
| 6    | Gauche démocrate                   | +03 415,       | 5,50 %               | 0                |
| 7    | Aube dorée                         | +28 955,       | 4,66 %               | 0                |

### Députés

#### Nouvelle Démocratie
La liste de la Nouvelle Démocratie est en tête et obtient un siège.
| Rang | Nom              | Nombre de voix |
| ---- | ---------------- | -------------- |
| 1    | Pavlos Vogiatzis | +4 329,        |

#### Parti communiste de Grèce
La liste du Parti communiste de Grèce est deuxième et obtient un siège.
| Rang | Nom                   | Nombre de voix |
| ---- | --------------------- | -------------- |
| 1    | Dimitrios Karagiannis | +3 983,        |

#### SYRIZA
La liste de la SYRIZA est troisième et obtient un siège.
| Rang | Nom              | Nombre de voix |
| ---- | ---------------- | -------------- |
| 1    | Ioánnis Zerdelís | +3 276,        |

## Élections législatives de juin 2012

### Résultats
La circonscription de Lesbos élit trois députés en juin 2012. Les sièges sont répartis à l'issue d'un scrutin proportionnel plurinominal avec prime majoritaire entre les listes ayant obtenu au moins 3 % des suffrages exprimés au niveau national.
62 125 électeurs se sont exprimés sur 136 337 inscrits, soit un taux de participation de 45,57 %. Parmi les dix-huit listes candidates, trois listes obtiennent chacune un siège dans la circonscription.
| Rang | Liste                              | Nombre de voix | Pourcentage des voix | Nombre de sièges |
| ---- | ---------------------------------- | -------------- | -------------------- | ---------------- |
| 1    | Nouvelle Démocratie                | +16 987,       | 27,75 %              | 1                |
| 2    | SYRIZA                             | +14 150,       | 23,11 %              | 1                |
| 3    | Mouvement socialiste panhellénique | +08 671,       | 14,16 %              | 1                |
| 4    | Parti communiste de Grèce          | +06 581,       | 10,75 %              | 0                |
| 5    | Grecs indépendants                 | +04 882,       | 7,97 %               | 0                |
| 6    | Gauche démocrate                   | +03 343,       | 5,46 %               | 0                |
| 7    | Aube dorée                         | +03 225,       | 5,27 %               | 0                |

### Députés

#### Nouvelle Démocratie
La liste de la Nouvelle Démocratie est en tête et obtient un siège.
| Rang | Nom              |
| ---- | ---------------- |
| 1    | Pavlos Vogiatzis |

#### SYRIZA
La liste de la SYRIZA est deuxième et obtient un siège.
| Rang | Nom              |
| ---- | ---------------- |
| 1    | Ioánnis Zerdelís |

#### Mouvement socialiste panhellénique
La liste du Mouvement socialiste panhellénique est troisième et obtient un siège.
| Rang | Nom              |
| ---- | ---------------- |
| 1    | Níkos Sifounákis |

## Élections législatives de janvier 2015

### Résultats
La circonscription de Lesbos élit trois députés en janvier 2015. Les sièges sont répartis à l'issue d'un scrutin proportionnel plurinominal avec prime majoritaire entre les listes ayant obtenu au moins 3 % des suffrages exprimés au niveau national.
60 923 électeurs se sont exprimés sur 132 951 inscrits, soit un taux de participation de 45,82 %. Parmi les seize listes candidates, trois listes obtiennent chacune un siège dans la circonscription.
| Rang | Liste                              | Nombre de voix | Pourcentage des voix | Nombre de sièges |
| ---- | ---------------------------------- | -------------- | -------------------- | ---------------- |
| 1    | SYRIZA                             | +19 527,       | 32,94 %              | 1                |
| 2    | Nouvelle Démocratie                | +18 019,       | 30,39 %              | 1                |
| 3    | Parti communiste de Grèce          | +06 410,       | 10,81 %              | 1                |
| 4    | Grecs indépendants                 | +03 141,       | 5,30 %               | 0                |
| 5    | Mouvement socialiste panhellénique | +03 034,       | 5,12 %               | 0                |
| 6    | Aube dorée                         | +02 765,       | 4,66 %               | 0                |
| 7    | La Rivière                         | +02 528,       | 4,26 %               | 0                |

### Députés
La répartition des sièges au sein de chaque liste élue dépend du nombre de voix obtenues individuellement par chaque candidat, suivant le système du vote préférentiel. Dans la circonscription de Lesbos, les listes peuvent comporter jusqu'à cinq candidats. Les électeurs peuvent exprimer un vote préférentiel pour l'un des candidats sur la liste pour laquelle ils votent.

#### SYRIZA
La liste de la SYRIZA est en tête et obtient un siège.
| Rang | Nom              | Nombre de voix |
| ---- | ---------------- | -------------- |
| 1    | Ioannis Zerdelis | +07 039,       |

#### Nouvelle Démocratie
La liste de la Nouvelle Démocratie est deuxième et obtient un siège.
| Rang | Nom                   | Nombre de voix |
| ---- | --------------------- | -------------- |
| 1    | Haralambos Athanasiou | +11 874,       |

#### Parti communiste de Grèce
La liste du Parti communiste de Grèce est troisième et obtient un siège.
| Rang | Nom            | Nombre de voix |
| ---- | -------------- | -------------- |
| 1    | Stavros Tassos | +01 654,       |